# New Yorker Gruppe
Die „New Yorker Gruppe“ (Ukrainische literarische Vereinigung, ukrainisch Нью-Йоркська група Nju-Jorkska hrupa) war eine Vereinigung ukrainischer Exil-Autoren in New York. Die Gründung der Gruppe erfolgte am 20. Dezember 1958 durch die Autoren Patryzija Kylyna, Bohdan Bojtschuk und Yuriy Tarnawsky. Sie beschlossen, sich „New Yorker Gruppe“ zu nennen und unter dem Titel „Neue Poesie“ jährlich einen literarischen Sammelband zu veröffentlichen. Der erste Sammelband erschien ab 1959.
Der Vereinigung gehörten folgende 7 Dichter an: Emma Andijewska, Yuriy Tarnawsky, Wira Wowk, Bohdan Rubtschak, Schenja Wassylkiwska, Patricia Nell Warren und Bohdan Bojtschuk.
Die „New Yorker Gruppe“ war eine energiegeladene Explosion innerhalb einer Vielzahl an vielseitig begabten Gruppierungen der „Sechziger-Generation“.
Alle Mitglieder der Vereinigung lebten im Exil, nicht alle davon jedoch in New York. Gemeinsam war ihnen das Streben nach einer absoluten Freiheit der Kunst, ein starkes Verständnis einen eigenen historischen Mission auf Erden und der Glaube daran, dass der Dichter nicht dem Volk zu dienen habe, sondern die Literatur des Volkes, das heißt teilweise das Volk selbst formen sollte.
Die Lyrik basierte auf dem Prinzip der Ästhetik – ausgehend von einer nationalen mündlichen Poesie bis hin zur damals aktuellen Suche der Literatur der Moderne sowie der Postmoderne. Literarische Gedanken sollten den Weg von Anfang der Geschichte und der Kultur bis zur Gegenwart mit ihren brennenden Fragen überwinden.
Das Jahrbuch der Poesie wurde bis 1979 herausgegeben. Die letzte Ausgabe war eine Doppelausgabe (12 bis 13) für die Jahre 1970 bis 1971. Neben Werken der Künstler selbst enthielten die Ausgaben auch Übersetzungen, etwa von Klassikern der Moderne sowie von Autoren der älteren Generation (Wasyl Barka, Vadim Lesy).
Später änderte sich die Zusammensetzung der Gruppe. Ženja Wasilkiwska und Patricia Kylyna beendeten ihre literarische Tätigkeit, während neue Dichter der jüngeren Generation zur Gruppe hin zustießen: Roman Babowal, Jurij Kolomyjez, Oleh Kowerko, Marko Zarynnyk, Jurij Solowij und der Übersetzer Wolfram Burkhardt. Als letztes Mitglied schloss sich Marija Rewakowytsch der Vereinigung an.
Aus heutiger literaturwissenschaftlicher Sicht wird die „New Yorker Gruppe“ als historisches literarisches Phänomen verstanden, das eng mit der Entwicklung der ukrainischen Literatur in den Sechzigern verbunden war. (J. Rosumnyi)

## Ausgewählte Werke
- Poety N‘ju-Jorks‘koï hrupy. Antolohija / Uporjadnyky O. Astaf'jev, Anatolij Dnistrovyj. Kiew 2003. (ukrainisch)
- Pivstolittja napivtyši: Antolohija poeziï N‘ju-Jorks‘koï hrupy. Fakt, Kiew 2005. (ukrainisch)

## Weiterführende Links
- Roman Baboval. Virtual‘na antolohija poeziï N‘ju-Jorks‘koï hrupy. – Informationen zur Geschichte der Gruppe, Gedichte (ukrainisch)